# Dendrocryphaea ramosissima
Dendrocryphaea ramosissima là một loài Rêu trong họ Cryphaeaceae. Loài này được (Paris) Wijk & Margad. miêu tả khoa học đầu tiên năm 1959.